# Liste der Einträge im National Register of Historic Places im Sawyer County

Lage des Sawyer County in Wisconsin

Die Liste der Einträge im National Register of Historic Places im Sawyer County in Wisconsin führt alle Bauwerke und historischen Stätten im Sawyer County auf, die in das National Register of Historic Places aufgenommen wurden.
| [ 2 ] | Name                                  | Bild                                  | Eintragsdatum        | Lage                                        | Ort            | Beschreibung                                                            |
| ----- | ------------------------------------- | ------------------------------------- | -------------------- | ------------------------------------------- | -------------- | ----------------------------------------------------------------------- |
| 1     | Hall-Raynor Stopping Place            | Hall-Raynor Stopping Place            | 1979 ID-Nr. 79000115 | County Highway G 45° 47′ 59″ N, 91° 7′ 0″ W | Town of Ojibwa | 1874 errichtete Postkutschenstation auf dem Chippewa Trail              |
| 2     | North Wisconsin Lumber Company Office | North Wisconsin Lumber Company Office | 1980 ID-Nr. 80000403 | Florida Avenue 46° 0′ 37″ N, 91° 29′ 19″ W  | Hayward        | 1889 errichteter Hauptsitz der Holzfirma North Wisconsin Lumber Company |
| 3     | Ojibwa Courier Press Building         | Ojibwa Courier Press Building         | 1982 ID-Nr. 82000712 | 110 Ojibwa Mall 45° 47′ 50″ N, 91° 6′ 56″ W | Ojibwa         | 1922 errichtetes Zeitungsgebäude                                        |